# Alfred Mansveld
Alfred „Freddy“ Mansveld (* 2. August 1911; † nach 1948) war ein belgischer Bobsportler.

## Karriere
Alfred Mansveld, der von Beruf Sportjournalist war, sollte bei der Weltmeisterschaft 1947 im Viererbob antreten, verletzte sich jedoch vor dem Wettkampf. Bei den Olympischen Winterspielen 1948 gewann Mansveld gemeinsam mit Louis-Georges Niels, Marcel Leclef und Pilot Max Houben die Silbermedaille im Viererbob-Wettbewerb. 